# 神経痛性筋萎縮症
- 神経痛性筋委縮症

神経痛性筋萎縮症（neuralgic amyotrophy、ニューラルジック・アミオトロフィー）は、一側上肢の神経痛で発症し、疼痛の軽快後に限局性の筋萎縮を生じる疾患であり、腕神経叢およびその近傍の末梢神経を病変の首座とする特発性神経障害である。病理学的には神経束にくびれが認められることを特徴とする。パーソネイジ・ターナー症候群(Parsonage-Turner syndrome) の別名を持つ。

## 歴史
神経痛性筋萎縮症は1887年にDewschlfeldらによって最初に記載された。1948年にParsonageとTurnerらによってはじめて1つの明確な臨床病型として報告された。この経緯から神経痛性筋萎縮症をParsonage-Turner症候群とよぶこともある。彼らは英国陸軍とインド司令部で、軍人136例を報告している。臨床像は突然発症する肩から肩甲部の激痛で、上肢の運動で痛みが増悪する。痛みは2週間ないしそれ以上持続し、多くの場合は痛みが軽快するころに弛緩性麻痺を自覚する。この報告では単神経障害、多発単神経障害という記載が多く腕神経叢障害という言葉は登場しない。1957年にParsonageとTurnerはさらに82例の神経痛性筋萎縮症症例をまとめた。このシリーズでは後骨間神経麻痺、前骨間神経麻痺といった遠位型の神経痛性筋萎縮症もかなり含まれていた。
神経痛性筋萎縮症の首座が腕神経叢ではないかと提唱したのはメイヨークリニックのTsairisらの検討であり腕神経叢ニューロパチー(brachial plexus neuropathy)という用語を提唱している。その一方で、神経痛性筋萎縮症の首座を多発性単神経障害と考える学派もあり、Ferranteらは281例の症例をまとめてほとんどの症例は電気生理学的に多発性単神経障害であり、神経根から鎖骨上腕神経叢の病変は1%以下であると報告している。
1950年代から特発性前骨間神経麻痺あるいは特発性後骨間神経麻痺で神経炎と考えられる報告が認められる。このような神経炎例で発症時に疼痛を伴うものは、おもに整形外科医の間で神経痛性筋萎縮症と重複する疾患概念となると注目されていた。1996年Naganoらは特発性前骨間神経麻痺9例の手術所見を報告し、うち8例で砂時計様(hourglass-like)のくびれがみられたことを示した。2007年にNakamichiらは後骨間神経麻痺症例の神経超音波画像検査により砂時計様くびれを描出することに成功した。特発性前骨間神経麻痺や特発性後骨間神経麻痺では、術中にみつかったくびれを除圧したほうが、くびれがみつからなかった症例よりも予後が良好であった。この所見がその後、腕神経叢ニューロパチーや神経痛性筋萎縮症でも認められると報告された。神経痛性筋萎縮症のMRI検討では病変が同定されないという報告が多かった。しかしSneagらは神経痛性筋萎縮症27例で高解像度MRIで腕神経叢と末梢神経を検索し、末梢神経では大多数にくびれなどの異常が認められたのに対して、腕神経叢部の異常は3例に過ぎず、いずれも末梢神経病変の近位部の進展であった。
このような背景から神経痛性筋萎縮症の首座は腕神経叢ではなく末梢神経と考えられるようになりつつある。2018年現在、神経痛性筋萎縮症は末梢神経の砂時計様のくびれの形態変化を呈する多発性単神経障害（ないし単神経障害）と定義される。

## 疫学
アメリカやイギリスの調査では1年間に10万人あたり2〜3人の発症率とされている。日本における発症率は不明である。あらゆる年齢で報告されているものの、30代から70代に多く、女性より男性に多い。

## 病因
神経痛性筋萎縮症は、神経痛で発症する免疫介在性の腕神経叢もしくはその近傍の神経炎と考えられている。病因は不明であるが、欧米を中心に常染色体優性遺伝形式をもつものが報告されており、遺伝性神経痛性筋萎縮症といわれている。2005年にGTP結合蛋白質の一種であるセプチンファミリーの1つであるセプチン9の遺伝子(SEPT9)の変異が遺伝性神経痛性筋萎縮症の原因として報告された。55%の家系で変異が認められているが45%の家系では認められないため遺伝的多様性が示唆されている。セプチン9は他のセプチンファミリーとともに細胞骨格を形成する中間径フィラメントに局在しており、細胞分裂や腫瘍化に関与している。
いくつかの誘因因子が報告されており、ウイルス感染症、外科手術、過度の運動、麻酔、外傷、ワクチン接種、妊娠・出産などの頻度が高い。誘因因子と推定される先行エピソードから1週間以内に発症することが多い。
病理学的検討の報告は少ない。神経痛性筋萎縮症の腕神経叢の神経束生検を行った4例では、共通して神経上膜内血管周囲と内膜内血管周囲に主としてTリンパ球からなる単核球浸潤を認めたが、血管炎所見は認められなかった。遺伝性神経痛性筋萎縮症4例の神経生検では、3例では神経上膜内血管周囲と内膜内血管周囲への単核球浸潤が報告されており、炎症性のプロセスが示唆される。腕神経叢は肩関節の運動に伴い機械的ストレスを受けやすい部位であり、労作や過度のスポーツ、外傷によって血液神経関門が障害され、さらにウイルス感染などの免疫的な誘因が加わることで炎症性プロセスが惹起されるとする仮説も存在する。
神経痛性筋萎縮症で特発性前骨間神経麻痺や特発性後骨間神経麻痺で認められる砂時計様のくびれが認められる例も報告されている。

## 症状
疼痛
上肢、頸部、時に体幹におよぶ神経痛性の疼痛で発症する。発症時のエピソードとして、早朝に疼痛で覚醒することが多いとの報告もある。疼痛は出現後数時間で最も強くなり、夜間に増悪することが多い。患者の5%では24時間以内に軽快するが、平均で4日以上持続し、10%では2ヶ月以上持続する。典型例は2週間前後の疼痛に続いて、運動麻痺を自覚する。発症時の痛みに引き続き、進展や姿勢維持に伴って障害神経の過敏性に由来する別種の痛みが生じることがある。また麻痺筋やこれを代償する筋の起始・停止部に骨格筋性の疼痛が生じることがあり、特に肩甲周囲や後頚部に多い。手足の動きや圧迫によって神経痛が誘発される腕のラセーグ徴候または機械的感受性の増加という現象が報告されている。
神経障害
神経痛性筋萎縮症の典型例ではC5/6神経根あるいは上部腕神経叢、肩甲上神経、腋窩神経、筋皮神経といった分枝が障害部位として推定される症例が多い。典型例は約70%とされる。かつては特発性腕神経叢炎と考えられたが、必ずしも腕神経叢に限局した病変ではなく、多発単神経障害の分布をとることが非常に重要である。
筋力低下は疼痛が主体の発症初期から生じており、発症から24時間以内に約30%の患者で筋力低下を認め、2週間以内には70%を患者で筋力低下が出現している。
錯感覚や感覚鈍麻などの感覚障害は、患者が自覚していないこともあるが70〜80%で認められると報告されている。部位は肩外側・上腕が多い。感覚障害は多発単神経障害の解剖学的診断をする上で非常に重要である。

## 検査
一般血液検査や髄液検査では異常は認められない。

### 抗ガングリオシド抗体
神経痛性筋萎縮症が外傷や手術、妊娠や出産、ワクチン接種、先行感染などをトリガーとして続発することが多いことから自己免疫的機序、特にギラン・バレー症候群と類似の機序で発症するのではと議論されることがある。神経痛性筋萎縮症では抗ガングリオシド抗体陽性例もあるが一定の傾向は見られない。近畿大学から免疫グロブリン大量療法が有効であった神経痛性筋萎縮症の報告例がある。

### 電気生理学的検査
電気生理学的検査では様々な末梢神経の支配筋で多巣性の病変分布を示し、単純な神経根や頸髄病変、腕神経叢障害では説明できない障害分布を示すことが重要である。
末梢神経伝導速度検査
末梢神経伝導速度検査では異常を来さないことがしばしばある。複合筋活動電位(CMAP)の低振幅や感覚神経活動電位(SNAP)の低振幅が認められることがあるが異常は軽度にとどまる。罹患筋で誘発するF波の出現率が高度に減少する。近位部の刺激で伝導ブロックを認めたという報告もある。
感覚神経伝導速度検査(SCS)は腕神経叢障害と頚椎症の鑑別において有用な検査である。SNAPは後根神経節以遠の病変で低下するため、節後性障害である腕神経叢障害ではSNAPの異常を認めるが、後根神経節よりも近位の病変を主に生じる頚椎症では正常所見になる。van Alfenらの報告では神経痛性筋萎縮症患者の3人に1人は SCSは正常であり、異常検出感度は外側前腕皮神経や内側前腕皮神経で高いとされている。Ferranteらの検討では外側前腕皮神経での異常は多かったが内側前腕皮神経、浅橈骨神経の障害の頻度は低かった。以上から神経痛性筋萎縮症を疑うときは正中神経や尺骨神経だけではなく、外側前腕皮神経や内側前腕皮神経のSCSも行うべきである。外側前腕皮神経や内側前腕皮神経は技術上のピットフォールがあるため注意が必要である。
針筋電図
針筋電図では早期に罹患筋に陽性棘波、線維自発電位などの脱神経電位を認め、慢性期には再支配所見が認められる。罹患筋だけではない多巣性の障害分布を証明するためにどの被検筋を選択するかが重要である。神経痛性筋萎縮症で障害されやすい神経としては肩甲上神経、長胸神経、腋窩神経、筋皮神経、前骨間神経、橈骨神経、後骨間神経、副神経などがよく知られている。正中神経の円回内筋と撓側手根屈筋への枝のみが障害されたという記載もある。
翼状肩甲は長胸神経支配の前鋸筋の筋力低下や副神経支配の僧帽筋の筋力低下で起こる。van AlfenらやFerranteらの多数例の検討では長胸神経は最も高頻度に障害される神経であり、翼状肩甲は神経痛性筋萎縮症で特徴的な症候のひとつとされている。しかし帝京大学からの報告では臨床所見および電気生理学的所見から長胸神経麻痺が示唆されたのは10%のみであった。その一方で、後骨間神経麻痺が50%、前骨間神経麻痺が33%、前骨間神経麻痺を除く正中神経麻痺が33%と頻度が高かった。前骨間神経麻痺を除く正中神経麻痺のうち、半数が円回内筋と撓側手根屈筋のみに障害が限局していた。以上から日本の神経痛性筋萎縮症は欧米でみられるものと異なる可能性がある。頚椎症性筋萎縮症と神経痛性筋萎縮症の重要な鑑別点のひとつが傍脊柱筋の筋電図検査である。神経痛性筋萎縮症では原則として罹患筋と同じ髄節に含まれる傍脊柱筋では異常を認めないが、頚椎症性筋萎縮症では原則として罹患筋と同じ髄節に含まれる傍脊柱筋で脱神経電位が認められる。特に重要な鑑別が欧米で多い腋窩神経、肩甲上神経、筋皮神経を障害する神経痛性筋萎縮症とC5頚椎症、日本に多い下垂指を示す神経痛性筋萎縮症とC8頚椎症である。下垂指を伴うC8頚椎症は尺骨神経支配金の障害を伴うのに対して、神経痛性筋萎縮症では尺骨神経の障害は少ない。

### 画像検査
画像検査ではMRIや神経超音波検査が知られている。また頚椎症との鑑別のためミエログラフィーも行われる。
MRI
かつては神経痛性筋萎縮症のMRIでは病変が同定されないという報告が多かった。MRNでは腕神経叢の全体、もしくは局所のT2WIまたはSTIRでの高信号化、および腫脹が認められる。患側と健側を比較することが重要である。筋MRIでは罹患筋に脱神経に伴う異常信号が認められる。Sneagらは神経痛性筋萎縮症27例で高解像度MRIで腕神経叢と末梢神経を検索し、末梢神経では大多数にくびれなどの異常が認められたのに対して、腕神経叢部の異常は3例に過ぎず、いずれも末梢神経病変の近位部の進展であった。
ミエログラフィー
ミエログラフィーやミエロCTは頚椎症との鑑別に有用である。
神経超音波検査
徳島大学の検討では、神経痛性筋萎縮症の神経超音波検査において74%に異常所見が認められた。異常所見は以下の3パターンに分類された。1つ目は神経腫脹が神経全体に認められるもの、2つ目が長軸像で砂時計様の局所狭窄と腫脹を認めるもの、3つ目は局所狭窄が高度であって神経全体か神経束が完全断裂に近い像を示し、周辺に神経腫脹を伴うものである。多くの神経痛性筋萎縮症患者で神経超音波検査で神経腫大が報告されている。

## 診断
オランダの診断基準が知られている。神経痛性筋萎縮症の第一人者であるvan Alfenは遺伝性神経痛性筋萎縮症の診断基準を改変した独自の診断基準を用いている。また日本末梢神経学会から神経痛性筋萎縮症臨床診断ガイドライン（試案）が公開されている。頚椎症、肩関節疾患、遺伝性圧脆弱性ニューロパチー、帯状疱疹後麻痺その他の片側上肢の運動障害で発症しうる多様な疾患が鑑別となる。その他の片側上肢の運動障害で発症しうる多様な疾患には多巣性運動ニューロパチー、慢性炎症性脱髄性多発神経炎、血管炎性ニューロパチー、絞扼性末梢神経障害、運動ニューロン疾患、平山病、複合性局所疼痛症候群、悪性腫瘍の転移・浸潤などがあげられる。頚椎症性神経根症は神経痛で発症した場合、神経痛性筋萎縮症と同様の経過をとることがある。

## 治療

### 内科治療
急性期の疼痛は罹患肢の安静と消炎鎮痛剤の投与を行い、運動麻痺に対しては積極的なリハビリテーションが推奨される。しかし過度なリハビリテーションは症状の悪化を招くことがある。後方視研究では発症4週間以内のプレドニゾロン経口投与により疼痛が軽減され、筋力の回復が促される可能性が示されている。また信州大学からは免疫グロブリン大量療法とステロイドパルス併用例とステロイドパルス単独例を比較した後方視研究が報告されている。併用群は単独群と比較して統計学的な有意差はないものの治療効果は大きかった。

### 外科治療
神経痛性筋萎縮症では神経束間剥離術が行われることがある。神経剥離術には神経外神経剥離術と神経上膜切離術と神経上膜切除術と神経周膜切離術が知られている。神経剥離術と言う場合は多くは神経外神経剥離術を指しており、これは神経上膜の周囲にある結合組織を、神経上膜に侵襲を加えることなく神経上膜から剥離する術式である。神経束間剥離術は神経上膜切離術と神経上膜切除術のことであり、神経上膜を切離して内部の神経束をinternal epineuriumから剥離する術式である。神経束剥離術単独では改善が期待できない場合は腱移行術を併用することもある。外科治療での改善例も報告されている。

## 予後
かつては発症3年以内に80%以上が自然回復し、発症後2年後に重篤な後遺症を残すのは10%以下の予後良好な疾患とされてきた。しかし近年の報告では発症後3年以上経過しても80%以上の患者で何らかの麻痺や障害が残存しており、半数以上は傷害肢の痛みが残存し20%程度は就業不能とされ、また8年以上経過しても改善しないことが珍しくないと報告されている。このため、機能予後は決して良好ではないと考えられている。

## トピックス

### 砂時計様のくびれ(Hourglass-Like Constriction)

#### 定義
前骨間神経麻痺・後骨間神経麻痺に対する全国整形外科他施設診療グループ(iNPS-JAPAN)の越智健介医師は砂時計様(hourglass-like)のくびれを下記のように定義している。彼は神経束のくびれは神経外組織の圧迫がないにもかかわらず、神経束に生じている狭小化であり、狭小化の程度によらないと定義した。そして32例の前骨間神経麻痺・後骨間神経麻痺患者の神経束のくびれに関して検討を行った。この検討からくびれを伴う神経束の大部分に神経上膜浮腫が伴っていることが明らかとなった。神経外剥離術の際に報告されていた神経の浮腫状変化は、この神経上膜浮腫をみていたと考えられる。またくびれの発症や重症化のメカニズムには神経束の粘弾性といった年齢的な要素が関与していると考えられた。

#### メカニズム
くびれの発生メカニズムは不明であるが前骨間神経麻痺・後骨間神経麻痺に対する全国整形外科他施設診療グループ(iNPS-JAPAN)の越智健介医師は以下のような仮設を提唱している。最初になんらのトリガーによって神経幹の中の特定の神経束に神経炎などによる神経束浮腫が生じ、神経束の腫大・硬化や神経内圧が高度に上昇した神経内のコンパートメント症候群のような病態が生じる。この緊満した神経束に関節の伸展、回内、回外運動が繰り返し加わることで神経束に回転が生じくびれが発生する。神経超音波検査の所見からは神経痛や麻痺といった症状はくびれが生じる前の神経内のコンパートメント症候群の状態でも生じるため、くびれは症状の形成よりも病態維持に関わっていると考えられる。Lundborgも同様の考察をしている。

#### 病理
神経上膜や神経周膜の血管周囲にリンパ球の浸潤や線維化をみとめる。神経束のくびれ部分の切除標本の組織学的検討からは、くびれ近位において通常径の有髄神経線維の著減、神経線維の再生伸長の結果と考えられる小径有髄線維の著増、間質の著明な浮腫状変化などの所見が明らかになった。またくびれ部でも基底膜は連続していること、くびれ遠位ではWaller変性によって完全に脱落している。これらの所見から、くびれ部で神経線維の通過が阻止されていること、くびれ近位では神経線維の逆行性変性とsproutingが生じていること、くびれ遠位では有髄神経線維は変性していることが示唆された。くびれが病態維持に関与していることが示唆されている。